# Łęczycanie (plemię)
Łęczycanie – plemię lechickie zamieszkujące obszar oddzielający Polan od Mazowszan. Od południa byli odgraniczeni od plemienia Sieradzan bagnistym Nerem.
Łęczycan wymienił w spisie plemion kronikarz Nestor, używając swej nazwy Łutyczanie.
Nazwa Łęczycanie pochodzi od grodu Łęczycy, będącego czołem opola.
Tereny Łęczycan leżą obecnie w województwie łódzkim.
Współcześni historycy negują istnienie osobnego plemienia Łęczycan. Między innymi Stanisław Marian Zajączkowski stwierdził, że "na istnieniu późniejszych ziem łęczyckiej i sieradzkiej jako odrębnych jednostek terytorialno-ustrojowych nie można opierać twierdzenia o istnieniu odrębnych plemion Łęczycan i Sieradzan w czasach dawniejszych".